# 守口門真市
守口門真市（もりぐちかどまし）は、大阪府守口市と門真市の合併によって2005年4月1日に誕生する予定であった市の名称である。

## 概要
守口・門真の両市はそれぞれ三洋電機と松下電器産業（現・パナソニック）という大手電機メーカーの本社を抱えており、長年にわたって両社の法人税収入に依存する「企業城下町」であり、消防組合や商工会議所も両市を合同でカバーしている。
しかし、1990年代に入り両社の業績不振で税収が両市とも大幅に落ち込んだことから深刻な財政難となり、主に市町村合併特例法による特例債発行収入を見込んでの合併協議が2002年から開始された。
その後、両市では新市名に関する市民アンケートが実施されたが、1位を取った「なみはや市」は「なみはや」が大阪市中心部の「浪速」に由来する名称であり両市の地域性と関連がないとして協議会により却下され、2位の「守門市」（もりかどし）・3位の「北大阪市」も同様に却下された。最終的に、アンケート4位の「北河内市」と5位の「守口門真市」で決選投票を行うこととなり、北河内市11票・守口門真市16票で新市名は「守口門真市」に決定、合併期日を2005年4月1日とした。この他の候補には「松下市」も挙がっていた。
しかし、両市で揃って合併の是非を問う住民投票の実施を求める意見が市民の間で大きくなったことを受けて、両市議会で住民投票条例を制定、2004年9月19日に投票が実施されることになった。その結果、守口市では投票率50.64％と投票成立要件である有権者数の過半数をわずかに超え、投票が成立した。開票の結果、合併反対票が87％と賛成票を圧倒し、合併構想は白紙撤回されることになった。なお、同日に投票が行われた門真市では、投票率が38.58％と有権者数の過半数に届かなかったため、条例の規定により投票不成立となり、開票は行われなかった。
住民投票により反対が多数となった背景には、行政による合併のデメリットに関する市民への説明が不十分であったことが大きいとされている。合併協議会は両市議会での議決を経て、2004年12月20日に解散された。